# Рынковский, Рышард
Рышард Рынковски (пол. Ryszard Rynkowski, род. 9 октября 1951 года в Эльблонге) — польский певец, композитор, пианист. Кавалер Ордена Улыбки.

## Биография
В детстве учился играть на фортепиано в начальной музыкальной школе. Принимал участие в любительских музыкальных группах из Эльблонга.
В 1977—1970 годах учился в Общеобразовательном лицее № 1 им. Юлиуша Словацкого в Эльблонге, где вел кабаре «Tak To Bywa», с которым занял второе место на Смотре школьных коллективов Северной Польши (пол. Przegląd Zespołów Szkolnych Polski Północnej).
Музыкальный дебют певца состоялся с группой «El» в 1972 году на Пятом фестивале студенческой культуры в Ольштыне (пол. Festiwal Kultury Studenckiej w Olsztynie).
В 1973 году Рышард Рынковский переехал в Варшаву, где сотрудничал в том числе с Варшавским театром оперетты и Театром на Таргувке (пол. Teatr na Targówku).
В 1987 году он начал свою сольную карьеру.
Победитель Национального фестиваля польской песни в Ополе 1979, 1989, 1990 и 1994 годов.
В 1993 году снялся в главной роли в мюзикле «Пан Твардовский».
В 2002 году Рышард Рынковский стал почётным гражданином Эльблонга.

## Известные композиции
Многие из песен Рышарда обрели всенародную известность в Польше:
- Jedzie pociąg z daleka
- Życie jest nowelą
- Szczęśliwej drogi, już czas

## Дискография

### Альбомы
- Szczęśliwej drogi, już czas (1991)
- Una Luz Emla Oscuridad (1991)
- Jedzie pociąg z daleka (1995)
- Jawa (1997)
- Inny nie będę (1998)
- Dziś nadzieja rodzi się (1998)
- Dary losu (2000)
- Intymnie (2001)
- Kolędy (2002)
- Ten typ tak ma (2003)
- Zachwyt (2009)
- Ryszard Rynkowski (2011)
- Razem (2012)

### Синглы
- Wypijmy za błędy 1991
- Szczęśliwej drogi już czas 1991
- Zwierzenia Ryśka czyli jedzie pociąg z daleka 1995
- Życie jest nowelą 1998
- Za starzy, za młodzi 2000
- Urodziny 2000
- Dary losu 2000
- Dziewczyny lubią brąz 2001
- Intymnie 2001
- Ten typ tak ma 2003
- W drodze 2004
- Trzy siostry 2004